# 2 lutego
2 lutego jest 33. dniem w kalendarzu gregoriańskim. Do końca roku pozostało 332 (w latach przestępnych 333) dni.

## Święta
- Imieniny obchodzą: Andrzej, Berwin, Ermentruda, Filip, Franciszek, Gonsalwy, Jan, Joanna, Katarzyna, Kornel, Korneli, Korneliusz, Laurencjusz, Laurenty, Marcin, Maria, Markwart, Mikołaj, Miłosław, Miłosława, Piotr, Stefan, Symeon, Teodoryk, Teofan, Wawrzyniec i Werner.
- Kanada, USA – Dzień Świstaka
- Międzynarodowe – Światowy Dzień Mokradeł[1] (zw. również Światowym Dniem Obszarów Wodno-Błotnych[2] na mocy konwencji ramsarskiej)
- Polska – Dzień Handlowca
- Rosja – Dzień Chwały Wojennej
- Wspomnienia i święta w Kościele katolickim[3][4] obchodzą:
  - Ofiarowanie Pańskie (w tradycji: Matki Bożej Gromnicznej)
  - Symeon Starzec (Symeon Jerozolimski)
  - Światowy Dzień Życia Konsekrowanego (od 1997)
  - bł. Andrzej Ferrari (arcybiskup Mediolanu)
  - św. Joanna de Lestonnac (założycielka Zgromadzenia Sióstr Naszej Pani)
  - św. Wawrzyniec z Canterbury (Laurencjusz, biskup)

## Wydarzenia w Polsce
- 1168 – Rozbicie dzielnicowe: odbył się zjazd w Jędrzejowie na którym Kazimierz II Sprawiedliwy otrzymał całą ziemię sandomierską jako swoją dzielnicę, na co zgodę wyraził zwierzchni książę Polski Bolesław IV Kędzierzawy.
- 1260 – II najazd mongolski na Polskę: w zamian za obietnicę bezpiecznego opuszczenia Sandomierza mieszkańcy wydali gród oblegającym go Mongołom, jednakże ci zerwali warunki rozejmu, dokonali selekcji ludności, młodych biorąc w jasyr, a pozostałych mordując, zaś sam gród złupili i puścili z dymem.
- 1386 – Podczas Sejmu walnego w Lublinie obwołano królem Polski wielkiego księcia litewskiego Władysława II Jagiełłę.
- 1491 – Książę pomorski Bogusław X Wielki ożenił się z królewną polską i księżniczką litewską Anną Jagiellonką.
- 1507 – Sejm litewski podjął uchwałę o gotowości do wypowiedzenia wojny Wielkiemu Księstwu Moskiewskiemu.
- 1593 – Powstanie Kosińskiego: zwycięstwo wojsk polskich nad Kozakami w bitwie pod Piątkiem.
- 1636 – Odbył się ingres biskupa krakowskiego Jakuba Zadzika do katedry wawelskiej.
- 1676 – W katedrze wawelskiej zostali koronowani na króla i królową Polski Jan III Sobieski i Maria Kazimiera.
- 1772 – Konfederaci barscy ponieśli porażkę w bitwie pod Doroszewiczami nad Prypecią z wojskami rosyjskimi.
- 1921:
  - Polska podpisała układ sojuszniczy z Francją.
  - Założono klub piłkarski Warta Śrem.
- 1930 – Rozpoczęła działalność rozgłośnia Polskiego Radia w Łodzi.
- 1931 – Antoni Olbromski został naczelnikiem ZHP.
- 1943 – Niemcy zamordowali w Imbramowicach w Małopolsce 50-60 Romów z obozu wędrownego.
- 1944:
  - Kilkutysięczna ekspedycja niemiecka wspierana przez artylerię i ukraińskich kolaborantów przeprowadziła w Lasach Janowskich szeroko zakrojoną akcję pacyfikacyjną, wymierzoną w mieszkańców Borowa oraz okolicznych wsi. Zamordowano od 800 do 1300 Polaków.
  - Polskie oddziały partyzanckie stoczyły pod Marysinem na Lubelszczyźnie bitwę z siłami niemieckimi.
  - Rzeź wołyńska: oddział UPA dokonał mordu na 129 polskich uchodźcach podczas ich ewakuacji z Łanowiec do Wiśniowca.
  - W odwecie za zabicie poprzedniego dnia Franza Kutschery Niemcy rozstrzelali w pobliżu miejsca akcji w Al. Ujazdowskich 100 zakładników. Kolejnych 200 zamordowano tego samego dnia w ruinach getta.
- 1945:
  - Armia Czerwona zajęła Golice, Kowalów, Myślibórz, Rzepin i Sulęcin.
  - Pierwsze oddziały 1. Armii Wojska Polskiego dotarły do Wału Pomorskiego.
  - We wsi Uście Zielone położonej w dawnym powiecie buczackim województwa tarnopolskiego oddziały OUN i UPA dokonały mordu na 133 osobach, głównie Polakach.
  - W trakcie walk o przełamanie Wału Pomorskiego żołnierze z 48. Pułku Grenadierów Pancernych SS „General Seyffardt” z holenderskiej 23. Dywizji SS „Nederland” lub z łotewskiej 15. Dywizji Grenadierów SS spalili żywcem we wsi Podgaje 32 polskich jeńców z 4. kompanii 3. pułku piechoty 1. Dywizji WP.
  - W wyniku ataku przeprowadzonego przez oddział UPA w nocy z 2 na 3 lutego roku na miejscowość Czerwonogród, położoną w dawnym powiecie zaleszczyckim województwa tarnopolskiego zginęło 49-60 Polaków.
- 1946 – Pluton Narodowego Zjednoczenia Wojskowego spacyfikował wieś Zanie na Podlasiu, mordując 26 osób, obywateli polskich narodowości białoruskiej wyznania prawosławnego.
- 1958 – Odbyły się wybory do Rad Narodowych.
- 1965 – Ogłoszono wyroki w tzw. aferze mięsnej.
- 1976:
  - Dokonano oblotu szybowca SZD-42 Jantar 2.
  - Premiera filmu Skazany w reżyserii Andrzeja Trzosa-Rastawieckiego.
- 1983 – Arcybiskup gnieźnieńsko-warszawski i prymas Polski Józef Glemp został kardynałem.
- 1987 – Premiera baśni filmowej Pierścień i róża w reżyserii Jerzego Gruzy.
- 1996 – Premiera komediodramatu filmowego Nic śmiesznego w reżyserii Marka Koterskiego.
- 2000 – Ukazało się premierowe wydanie magazynu interwencyjnego TVP3 (następnie TVP Info i TVP Regionalna) Telekurier.
- 2001 – Premiera filmu Egoiści w reżyserii Mariusza Trelińskiego.
- 2006 – Przywódcy PiS, Samoobrony RP i LPR podpisali tzw. pakt stabilizacyjny. Ceremonia była transmitowana na żywo wyłącznie przez Telewizję Trwam, w odpowiedzi na co pozostałe media odmówiły uczestnictwa w ponownym podpisaniu paktu, które później dla nich zainscenizowano.
- 2007:
  - Oscypek jako drugi polski produkt regionalny uzyskał status chronionej nazwy pochodzenia UE.
  - Pałac Kultury i Nauki w Warszawie został wpisany do rejestru zabytków.

## Wydarzenia na świecie
- 629 – Jomei został cesarzem Japonii.
- 850 – Ordoño I został koronowany na króla Asturii.
- 962 – Otton I Wielki został koronowany na cesarza rzymskiego.
- 1032 – Konrad II Salicki został królem Burgundii.
- 1074 – Zawarto rozejm w Gerstungen, w którym król niemiecki Henryk IV Salicki zgodził się na ustępstwa względem powstańców saskich.
- 1106 – Pojawiła się kometa X/1106 C1.
- 1119 – Gwidon z Burgundii został wybrany na papieża i przybrał imię Kalikst II.
- 1141 – Wojna domowa w Anglii: stoczono bitwę pod Lincoln, w trakcie której król Stefan z Blois dostał się do niewoli, a w tym czasie tron na krótki czas przejęła cesarzowa Matylda.
- 1207 – Na terenie dzisiejszych Estonii i Łotwy powstało księstwo Terra Mariana.
- 1238 – Wojska mongolskie po wodzą Batu-chana zdobyły Moskwę.
- 1303 – Niemieckie Hanau uzyskało prawa miejskie.
- 1348 – Litwini ponieśli klęskę w bitwie z krzyżakami nad rzeką Strawą.
- 1421 – W chiński Nowy Rok cesarz Yongle dokonał otwarcia Zakazanego Miasta w Pekinie.
- 1440 – Fryderyk III Habsburg został królem Niemiec.
- 1461 – Wojna Dwóch Róż: zwycięstwo Yorków nad Lancasterami w bitwie pod Mortimer’s Cross.
- 1512 – Na Kubie został spalony na stosie przywódca indiańskiego oporu przeciwko kolonizacji hiszpańskiej Hatuey.
- 1536 – Hiszpański konkwistador Pedro de Mendoza założył miasto Buenos Aires.
- 1542 – Zwycięstwo wojsk portugalskich nad osmańskimi w bitwie pod Baçente w Etiopii.
- 1558 – Założono Uniwersytet w Jenie.
- 1626 – Karol I Stuart został koronowany na króla Anglii.
- 1640 – Do Paryża przybyło polskie poselstwo pod kierownictwem wojewody smoleńskiego Krzysztofa Korwina Gosiewskiego w celu wyjednania uwolnienia więzionego przez władze francuskie pod zarzutem szpiegostwa na rzecz Hiszpanii, królewicza Jana Kazimierza.
- 1653 – Nowy Amsterdam (późniejszy Nowy Jork) otrzymał prawa miejskie.
- 1675 – W Greenwich rozpoczęto budowę pierwszego angielskiego obserwatorium astronomicznego.
- 1709 – Na bezludnej wyspie należącej do archipelagu Juan Fernández na Pacyfiku odnaleziony został szkocki rozbitek Alexander Selkirk, który prawdopodobnie zainspirował Daniela Defoe do napisania powieści Robinson Crusoe.
- 1797 – I koalicja antyfrancuska: wojska napoleońskie zdobyły po 9 miesiącach oblężenia miasto Mantua w Lombardii, biorąc do niewoli 18 tys. austriackich obrońców.
- 1801 – Jezuita Jean-Baptiste Bourdier-Delpuits założył złożoną ze świeckich i duchownych francuską organizację charytatywną „Kongregacja“.
- 1812 – Wojna na Półwyspie Iberyjskim: zwycięstwo wojsk francuskich nad hiszpańskimi w bitwie pod Peniscolą.
- 1813 – Zwycięstwo powstańców argentyńskich nad Hiszpanami w bitwie pod San Lorenzo.
- 1814 – Zwycięstwo powstańców wenezuelskich nad Hiszpanami w bitwie pod Ospino.
- 1826 – W Teatrze Stanowym w Pradze odbyła się premiera pierwszej czeskiej opery Druciarz Františka Jana Škroupa.
- 1831 – Kardynał Bartolomeo Alberto Cappellari został wybrany na papieża i przybrał imię Grzegorz XVI.
- 1838 – Powstała niepodległa republika Los Altos w Ameryce Środkowej.
- 1848 – Podpisano traktat z Guadalupe Hidalgo kończący wojnę amerykańsko-meksykańską.
- 1856 – Dallas w Teksasie uzyskało prawa miejskie.
- 1859 – Miguel Miramón został prezydentem Meksyku.
- 1868 – Wojna boshin w Japonii: wojska cesarskie zdobyły znajdujący się w rękach Tokugawów zamek Ōsaka.
- 1876 – Została założona amerykańska baseballowa National League.
- 1878 – Francuski astronom Pablo Cottenot odkrył planetoidę (181) Eucharis.
- 1887 – W Punxsutawney w Pensylwanii odbyły się pierwsze obchody Dzień Świstaka.
- 1893 – Zwodowano brytyjski transatlantyk RMS „Lucania”.
- 1895 – Wojna chińsko-japońska: wojska japońskie zdobyły Weihai.
- 1900:
  - Ukazało się pierwsze wydanie filipińskiego dziennika anglojęzycznego „Manila Bulletin”.
  - W Paryżu odbyła się premiera opery Luiza z muzyką i do libretta Gustave’a Charpentiera.
- 1901 – Odbył się pogrzeb królowej brytyjskiej Wiktorii Hanowerskiej.
- 1905 – W Petersburgu pod maszerującym oddziałem kawalerii załamał się Most Egipski. W katastrofie nikt nie zginął.
- 1910 – Wollert Konow został premierem Norwegii.
- 1911 – Zwodowano eksperymentalny francuski okręt podwodny „Mariotte”.
- 1912 – U wybrzeży wyspy Wight brytyjski okręt podwodny HMS A3 zderzył się w czasie wynurzania ze statkiem bazą HMS „Hazard” po czym zatonął, w wyniku czego zginęła cała, 14-osobowa załoga.
- 1913 – Oddano do użytku dworzec kolei podmiejskich Grand Central Terminal przy 42nd Street i Park Avenue na obszarze Midtown Manhattan w Nowym Jorku, będący obecnie największym dworcem kolejowym na świecie pod względem liczby peronów (44).
- 1914:
  - Premiera amerykańskiego filmu niemego Aby zarobić na życie w reżyserii Henry’ego Lehrmana, w którym zadebiutował Charlie Chaplin.
  - W brazylijskim Belém założono klub piłkarski Paysandu SC.
- 1916 – I wojna światowa: kapitan brytyjskiego uzbrojonego trawlera „King Stephen” odmówił wzięcia na pokład (skazując ich tym samym na śmierć) 16 rozbitków z niemieckiego sterowca Zeppelin LZ 54, który został zestrzelony w czasie powrotu z nalotu bombowego na wschodnie wybrzeże Anglii przez holenderską obronę powietrzną koło wyspy Ameland.
- 1920:
  - Armia Czerwona zlikwidowała Chanat Chiwy w środkowej Azji.
  - Podpisano traktat w Tartu na mocy którego Rosja Radziecka uznała niepodległość Estonii.
- 1921 – Irlandzka wojna o niepodległość: w zasadzce IRA w miejscowości Clonfin w hrabstwie Langford w Irlandii zginęło 4 brytyjskich żołnierzy, a 8 zostało rannych.
- 1922 – Po raz pierwszy wydano w całości Ulissesa Jamesa Joyce’a.
- 1924 – W trakcie I Zimowych Igrzysk Olimpijskich w Chamonix została powołana Międzynarodowa Federacja Narciarska (FIS).
- 1932 – Premiera amerykańskiego melodramatu Szanghaj Ekspres w reżyserii Josefa von Sternberga.
- 1935 – Leonard Keeler przeprowadził w Portage w Wisconsin pierwsze w historii badanie wykrywaczem kłamstw.
- 1936 – W Japonii utworzono Park Narodowy Fudżi-Hakone-Izu.
- 1937 – Gen. Senjūrō Hayashi został premierem Japonii.
- 1939:
  - Japoński okręt podwodny I-63 zatonął w Kanale Bungo po zdarzeniu z inną jednostką tej samej klasy I-60, w wyniku czego zginęło 81 spośród 88 członków załogi.
  - W stoczni w holenderskim Vlissingen podniesiono polską banderę wojenną na okręcie podwodnym ORP „Orzeł”.
- 1940:
  - Bitwa o Atlantyk: niemiecki okręt podwodny U-41 został zatopiony na południe od Irlandii przez brytyjski niszczyciel HMS „Antelope”, w wyniku czego zginęła cała, 49-osobowa, załoga.
  - W Indianapolis odbył się debiutancki występ Franka Sinatry z orkiestrą Tommy’ego Dorseya.
- 1942 – Bitwa o Atlantyk: u wybrzeży Azorów został zatopiony przez brytyjski niszczyciel HMS „Westcott”(inne języki) niemiecki okręt podwodny U-581, w wyniku czego zginęło 4 spośród 45 członków załogi.
- 1943 – Front wschodni: zakończyła się bitwa stalingradzka.
- 1944:
  - Front wschodni: rozpoczęła się bitwa pod Narwą.
  - Kampania włoska: zwycięstwo wojsk niemieckich nad amerykańskimi w bitwie pod Cisterna di Latina (30 stycznia-2 lutego).
- 1945 – Aleksy I został wybrany na patriarchę Moskwy i Wszechrusi.
- 1947 – Papież Pius XII ogłosił konstytucję apostolską Provida Mater Ecclesia ustanawiającą instytuty świeckie.
- 1951 – W Wirginii wykonano wyroki śmierci na 7 Afroamerykanach skazanych za zgwałcenie białej kobiety.
- 1959 – Na Uralu w niewyjaśnionych okolicznościach zginęło dziewięcioro uczestników studenckiej ekspedycji (tragedia na Przełęczy Diatłowa).
- 1961 – Odbył się pierwszy udany lot radzieckiego międzykontynentalnego pocisku balistycznego R-16.
- 1968 – Hilmar Baunsgaard został premierem Danii.
- 1970 – W Monachium przeprowadzono pierwszy na świecie zabieg przeszczepienia nerwu.
- 1972 – Ambasada brytyjska w Dublinie została zniszczona przez rozwścieczony tłum po pogrzebach 13 ofiar tzw. „krwawej niedzieli” w Londonderry.
- 1974 – Dokonano oblotu amerykańskiego samolotu wielozadaniowego F-16.
- 1980 – Telewizja NBC poinformowała o prowadzonej przez FBI od 1978 roku operacji specjalnej „Abscam”, wymierzonej w skorumpowanych kongresmanów i senatorów.
- 1981 – Ukazał się album Killers brytyjskiego zespołu Iron Maiden.
- 1982 – Armia syryjska dokonała brutalnej pacyfikacji miasta Hama, opanowanego przez Braci Muzułmańskich.
- 1986 – Zakończyły się trzydniowe wybory parlamentarne w Liechtensteinie, w których po raz pierwszy mogły głosować kobiety.
- 1987 – W referendum na Filipinach została zatwierdzona nowa konstytucja.
- 1990 – Prezydent RPA Frederik Willem de Klerk zezwolił na działalność Afrykańskiego Kongresu Narodowego i zapowiedział uwolnienie Nelsona Mandeli.
- 1993:
  - 72 osoby zginęły, a ponad 80 zostało rannych w wyniku ostrzału rakietowego Kabulu.
  - Václav Havel został zaprzysiężony na urząd prezydenta Republiki Czeskiej.
  - Została uchwalona konstytucja Andory.
- 1998 – 104 osoby zginęły w katastrofie należącego do linii Cebu Pacific samolotu DC-9 na Filipinach.
- 1999:
  - Hugo Chávez został zaprzysiężony na urząd prezydenta Wenezueli.
  - W stolicy Gwinei Konakry wojsko wszczęło bunt z powodu niewypłacanego żołdu. W zajściach zginęło kilkadziesiąt osób, poważnie uszkodzona została rezydencja prezydenta Lansany Conté.
- 2003 – Horst Köhler jako drugi w historii prezydent Niemiec wygłosił przemówienie w izraelskim Knesecie.
- 2005 – Armando Guebuza został prezydentem Mozambiku.
- 2007:
  - 42 osoby zginęły w wyniku przejścia trzech tornad nad środkową Florydą.
  - Międzyrządowy Zespół do spraw Zmian Klimatu przedstawił w Paryżu swój czwarty raport.
- 2008:
  - Konflikt czadyjsko-sudański: rozpoczęła się bitwa pod Ndżameną.
  - W Pałacu Elizejskim w Paryżu pobrali się Nicolas Sarkozy i Carla Bruni.
- 2009 – Przeprowadzono kolejną denominację dolara Zimbabwe w stosunku 1 000 000 000 000:1.
- 2011 – Simone Moro, Denis Urubko i Cory Richards dokonali pierwszego zimowego wejścia na Gaszerbrum II. Jest to pierwszy ośmiotysięcznik zdobyty zimą w paśmie Karakorum.
- 2014:
  - 4 osoby zginęły, a 10 zostało rannych w wyniku wybuchu samochodu-pułapki w libańskim mieście Al-Hirmil.
  - We Frankfurcie nad Menem zburzono 116-metrowy wieżowiec AfE-Turm.
- 2018 – Tufan Erhürman został premierem Cypru Północnego.

## Eksploracja kosmosu
- 1964 – Zakończyła się nieudana misja amerykańskiej sondy księżycowej Ranger 6.
- 2009 – Został wystrzelony pierwszy irański sztuczny satelita Omid.

## Urodzili się
- 1208 – Jakub I Zdobywca, król Aragonii (zm. 1276)
- 1425 – Eleonora I z Nawarry, królowa Navarry (zm. 1479)
- 1443 – Elżbieta Wittelsbach, księżniczka bawarska, księżna elektorowa Saksonii (zm. 1484)
- 1455 – Jan II Oldenburg, król Danii, Norwegii i Szwecji (zm. 1513)
- 1457 – Pedro Mártir de Anghiera, hiszpański duchowny katolicki, historyk, kronikarz (zm. 1526)
- 1467 – Kolumba z Rieti, włoska dominikanka, błogosławiona (zm. 1501)
- 1487 – Jan Zápolya, król Węgier, hrabia Siedmiogrodu (zm. 1540)
- 1494 – Bona Sforza, księżna Bari i Rossano, królowa Polski, wielka księżna litewska (zm. 1557)
- 1502 – Damião de Góis, portugalski humanista, filozof (zm. 1574)
- 1516 – Girolamo Zanchi, włoski duchowny i teolog kalwiński, pisarz (zm. 1590)
- 1517 – Gotthard Kettler, książę Kurlandii i Semigalii, gubernator Inflant, mistrz krajowy inflancki zakonu krzyżackiego (zm. 1587)
- 1521 – Annibale Bozzuti, włoski duchowny katolicki, arcybiskup Awinionu, kardynał (zm. 1565)
- 1522:
  - Francesco Alciati, włoski duchowny katolicki, biskup Civitate, kardynał, wysoki urzędnik Kurii Rzymskiej (zm. 1580)
  - Lodovico Ferrari, włoski matematyk, wykładowca akademicki (zm. 1565)
- 1526 – Konstanty Wasyl Ostrogski, litewski książę (zm. 1608)
- 1527 – Maria, księżniczka pomorska, hrabina holsztyńska (zm. 1554)
- 1536:
  - Piotr Skarga, polski jezuita, teolog, kaznodzieja, pisarz (zm. 1612)
  - (lub 1537) Hideyoshi Toyotomi, japoński siogun (zm. 1598)
- 1566 – Michał Sędziwój, polski lekarz, alchemik (zm. 1636)
- 1572 – Maciej Łubieński, polski duchowny katolicki, arcybiskup gnieźnieński i prymas Polski (zm. 1652)
- 1576 – Alicja Le Clerc, francuska zakonnica, błogosławiona (zm. 1622)
- 1595 – Jacob van Campen, holenderski malarz, architekt (zm. 1657)
- 1600 – Gabriel Naudé, francuski bibliotekarz, bibliograf (zm. 1653)
- 1613:
  - Natalis Chabanel, francuski jezuita, misjonarz, męczennik, święty (zm. 1649)
  - Johann Adam de Garnier, śląski arystokrata, dowódca wojskowy, działacz kontrreformacji (zm. 1680)
- 1616 – Sébastien Bourdon, francuski malarz (zm. 1671)
- 1623 – Krzysztof Franciszek Sapieha, polski pułkownik (zm. 1665)
- 1628 – Michał Frencel, górnołużycki pastor, pisarz (zm. 1706)
- 1634 – Alfons IV d’Este, książę Modeny i Reggio (zm. 1662)
- 1641 – Klaudiusz de la Colombière, francuski jezuita, święty (zm. 1682)
- 1649 – Benedykt XIII, papież (zm. 1730)
- 1650 – Nell Gwyn, angielska aktorka (zm. 1687)
- 1651 – William Phips, angielski kapitan, budowniczy okrętów, pierwszy gubernator prowincji Massachusetts Bay (zm. 1694/95)
- 1669 – Louis Marchand, francuski kompozytor, organista, klawesynista (zm. 1732)
- 1682 – Antoni Sebastian Dembowski, polski duchowny katolicki, biskup płocki i kujawski (zm. 1763)
- 1700 – Johann Christoph Gottsched, niemiecki pisarz (zm. 1766)
- 1730 – Jan Stefan Giedroyć, polski duchowny katolicki, biskup żmudzki i inflancko-piltyński (zm. 1803)
- 1754 – Charles-Maurice de Talleyrand-Périgord, francuski polityk, dyplomata, minister spraw zagranicznych, premier Francji (zm. 1838)
- 1755 – Uriah Tracy, amerykański prawnik, polityk, senator (zm. 1807)
- 1762 – Girolamo Crescentini, włoski kompozytor, śpiewak operowy (zm. 1846)
- 1765 – Ray Greene, amerykański polityk, senator (zm. 1849)
- 1767 – Johann Heinrich Friedrich Link, niemiecki przyrodnik, botanik (zm. 1851)
- 1782 – Henri de Rigny, francuski admirał, polityk, dyplomata (zm. 1835)
- 1783 – Karol Fryderyk, wielki książę Saksonii-Weimar-Eisenach (zm. 1853)
- 1785 – Isabella Colbran, hiszpańska śpiewaczka operowa (sopran) (zm. 1845)
- 1786 – Jacques Philippe Marie Binet, francuski matematyk, fizyk, astronom (zm. 1856)
- 1800 – Maria Benni, brytyjska ewangelicka działaczka misyjna (zm. 1874)
- 1802:
  - Adolf Duflos, niemiecki chemik, farmaceuta, wykładowca akademicki (zm. 1889)
  - (lub 7 lutego) Louisa Jane Hall, amerykańska poetka, dramatopisarka, eseistka, krytyk literacki (zm. 1892)
- 1803 – Albert Johnston, amerykański generał konfederacki (zm. 1862)
- 1804 – Robert Froriep, niemiecki anatom (zm. 1861)
- 1807 – Alexandre Ledru-Rollin, francuski adwokat, dziennikarz, polityk (zm. 1874)
- 1811 – Delia Bacon, amerykańska uczona, pisarka (zm. 1859)
- 1812 – Jewhen Hrebinka, ukraiński poeta, bajkopisarz, beletrysta, wydawca, działacz społeczny (zm. 1848)
- 1813 – Marceli Jawornicki, polski działacz społeczny, uczestnik powstania listopadowego (zm. 1895)
- 1814 – George Loring Brown, amerykański malarz, ilustrator (zm. 1889)
- 1815 – Kornel Krzeczunowicz, polski ziemianin, polityk, działacz społeczny (zm. 1881)
- 1818 – Marceli Skałkowski, polski poeta, działacz konspiracyjny (zm. 1846)
- 1822 – Zygmunt Radziwiłł, polski ziemianin (zm. 1892)
- 1825 – Alexis Langer, niemiecki architekt (zm. 1904)
- 1827:
  - Oswald Achenbach, niemiecki malarz (zm. 1905)
  - Franciszek Ksawery Kowalski, polski architekt (zm. 1903)
- 1829:
  - Alfred Brehm, niemiecki zoolog (zm. 1884)
  - William Stanley, brytyjski wynalazca (zm. 1909)
- 1832 – Franciszek Jaczewski, polski duchowny katolicki, biskup lubelski (zm. 1918)
- 1836:
  - Jacob Caro, niemiecki historyk (zm. 1904)
  - Afonso Celso de Assis Figueiredo, brazylijski arystokrata, polityk (zm. 1912)
- 1837:
  - Konon (Arămescu-Donici), rumuński biskup prawosławny (zm. 1922)
  - Robert William Carrall, kanadyjski lekarz, polityk (zm. 1879)
  - Leopold Horowitz, węgierski malarz portrecista (zm. 1917)
- 1838 – Wincenty Konstanty Kalinowski, polski prawnik, dziennikarz, uczestnik powstania styczniowego (zm. 1864)
- 1841:
  - Wincenty Colonna Walewski, polski ziemianin, hrabia, uczestnik powstania styczniowego (zm. 1896)
  - François-Alphonse Forel, szwajcarski lekarz, przyrodnik, wykładowca akademicki (zm. 1912)
  - Eduard Linnemann, niemiecki chemik, wykładowca akademicki (zm. 1886)
- 1844 – Marie Hankel, niemiecka esperantystka, poetka, pisarka (zm. 1929)
- 1845:
  - Iwan Puluj, ukraiński i austro-węgierski fizyk, wynalazca, tłumacz, wykładowca akademicki (zm. 1918)
  - William Henry White, brytyjski architekt okrętowy (zm. 1913)
- 1847:
  - Marian Kuczyński, polski inżynier, uczestnik powstania styczniowego (zm. 1936)
  - Maria Amália Vaz de Carvalho, portugalska poetka (zm. 1921)
- 1848:
  - James Israel, niemiecki chirurg pochodzenia żydowskiego (zm. 1926)
  - Józef Maria Ludwik Sułkowski, książę bielski (zm. 1920)
- 1849 – Pavol Országh Hviezdoslav, słowacki poeta, dramaturg, tłumacz, polityk (zm. 1921)
- 1850:
  - Joseph Franzkowski, śląski kronikarz (zm. 1936)
  - Paul von Roell, niemiecki poeta, prozaik, wydawca (zm. 1917)
- 1853 – Stefan Bobczew, bułgarski prawnik, wykładowca akademicki, publicysta, polityk (zm. 1940)
- 1854 – Frederick Stopford, brytyjski arystokrata, wojskowy (zm. 1929)
- 1857:
  - Jan Drozdowski, polski pianista, pedagog (zm. 1918)
  - Simon Hollósy, węgierski malarz (zm. 1918)
  - Alexander Cameron Rutherford, kanadyjski prawnik, polityk (zm. 1941)
- 1859:
  - Havelock Ellis, brytyjski lekarz, reformator społeczny (zm. 1939)
  - Walther von Lüttwitz, niemiecki generał (zm. 1942)
- 1860 – Aleksander Truszkowski, polski dowódca wojskowy, generał major cesarskiej i królewskiej Armii, tytularny generał dywizji Wojska Polskiego (zm. 1933)
- 1861 – Solomon Robert Guggenheim, amerykański kolekcjoner dzieł sztuki, filantrop (zm. 1949)
- 1864 – Maria Rodziewiczówna, polska pisarka (zm. 1944)
- 1865 – Ćiro Truhelka, chorwacki architekt (zm. 1942)
- 1866:
  - Adolf Dyroff, niemiecki filozof, wykładowca akademicki (zm. 1943)
  - Hellmut von Gerlach, niemiecki dziennikarz, polityk (zm. 1935)
- 1868 – Walenty Wojciech, duchowny katolicki, biskup pomocniczy wrocławski (zm. 1940)
- 1871:
  - Olga Prieobrażenska, rosyjska tancerka baletowa (zm. 1962)
  - Karol Tichy, polski malarz (zm. 1939)
- 1873:
  - Leo Fall, austriacki kompozytor (zm. 1925)
  - Konstantin von Neurath, niemiecki polityk, dyplomata, minister spraw zagranicznych III Rzeszy, protektor Czech i Moraw (zm. 1956)
  - Maurice Tourneur, francuski reżyser, scenarzysta i producent filmowy (zm. 1961)
- 1875 – Fritz Kreisler, austriacki skrzypek, kompozytor (zm. 1962)
- 1876 – Maria Koszutska, polska działaczka komunistyczna (zm. 1939)
- 1878 – Edward Klich, polski slawista, wykładowca akademicki (zm. 1939)
- 1879 – Wiktor III August von Ratibor, książę raciborski (zm. 1945)
- 1880 – Błażej Stolarski, polski etnograf, publicysta, polityk, minister rolnictwa i dóbr państwowych, poseł na Sejm RP (zm. 1939)
- 1881:
  - Nicola Bellomo, włoski generał (zm. 1945)
  - Karl Frederick, amerykański strzelec sportowy, prawnik (zm. 1963)
  - Miloslav Schmidt, słowacki działacz narodowy i społeczny, organizator ochotniczych straży pożarnych (zm. 1934)
- 1882:
  - Marian Figler, polski oficer, kawaler Virtuti Militari (zm. ?)
  - James Joyce, irlandzki pisarz (zm. 1941)
  - Leon Meredith, brytyjski kolarz torowy i szosowy (zm. 1930)
- 1883:
  - Marie Wagner, amerykańska tenisistka (zm. 1975)
  - Tadeusz Zieliński, polski architekt (zm. 1925)
- 1885 – Jerzy Bujalski, polski lekarz, polityk, kierownik resortu zdrowia publicznego (zm. 1942)
- 1886 – Frank Lloyd, amerykański reżyser filmowy (zm. 1960)
- 1887 – Adela Stefanowicz, polska zakonnica (zm. 1961)
- 1888 – Helena Sikorska, polska działaczka społeczna (zm. 1972)
- 1889:
  - Jean de Lattre de Tassigny, francuski dowódca wojskowy, marszałek Francji (zm. 1952)
  - Helena Hołówko, polska pediatra (zm. 1983)
  - Marian Ruzamski, polski malarz (zm. 1945)
- 1891 – Antonio Segni, włoski prawnik, polityk, premier i prezydent Włoch (zm. 1972)
- 1892:
  - Stanisław Grolicki, polski aktor (zm. 1947)
  - Cuno Hoffmeister, niemiecki astronom (zm. 1968)
- 1894:
  - Maria Kasterska, polska pisarka (zm. 1969)
  - Hendrik Anthony Kramers, holenderski fizyk, wykładowca akademicki (zm. 1952)
- 1895:
  - George Halas, amerykański futbolista, trener, właściciel klubu, menedżer pochodzenia czeskiego (zm. 1983)
  - Marian Kiedrzyński, polski major artylerii, działacz niepodległościowy  (zm. 1975)
- 1896:
  - Kazimierz Kuratowski, polski matematyk, wykładowca akademicki (zm. 1980)
  - Stefan Rago, polski major kawalerii (zm. 1938)
  - Balys Sruoga, litewski poeta, prozaik, dramaturg, teatrolog (zm. 1947)
  - Mieczysław Szczudłowski, polski podpułkownik dyplomowany pilot (zm. 1974)
- 1897 – Ulises Poirier, chilijski piłkarz (zm. 1977)
- 1898 – Stanko Tavčar, słoweński piłkarz (zm. 1945)
- 1899 – Bohdan Pawłowicz, polski pisarz, dziennikarz, korespondent wojenny, instruktor harcerski, marynarz, podróżnik, działacz polonijny (zm. 1967)
- 1900:
  - Anatolij Gołownia, rosyjski operator filmowy (zm. 1982)
  - Jan Henryk XVII Hochberg, niemiecki arystokrata, porucznik w służbie brytyjskiej (zm. 1984)
  - Józef Kowalski, polski kapitan, superstulatek (zm. 2013)
  - Mieczysław Oborski, polski pułkownik (zm. 1953)
  - Bud Pinkston, amerykański skoczek do wody (zm. 1961)
  - Stanisław Płonczyński, polski pilot wojskowy, sportowy i komunikacyjny (zm. 1974)
  - Eino Purje, fiński lekkoatleta, średniodystansowiec (zm. 1984)
- 1901:
  - Marian Bohusz-Szyszko, polski malarz, krytyk sztuki, publicysta (zm. 1995)
  - Jascha Heifetz, amerykański skrzypek pochodzenia żydowskiego (zm. 1987)
  - Justynian, rumuński duchowny prawosławny, patriarcha Rumunii (zm. 1977)
  - Kazimierz Krukowski, polski aktor, reżyser teatralny, satyryk pochodzenia żydowskiego (zm. 1984)
  - Wałerjan Pidmohylny, ukraiński pisarz, tłumacz (zm. 1937)
- 1902:
  - Szymon Datner, polski historyk pochodzenia żydowskiego (zm. 1989)
  - Stanisłau Hrynkiewicz, białoruski lekarz, działacz niepodległościowy, pisarz polityczny (zm. 1945)
  - Jane Ising, niemiecka ekonomistka, superstulatka (zm. 2012)
  - Josep Samitier, hiszpański piłkarz, trener (zm. 1972)
  - Elijjahu Sason, izraelski polityk (zm. 1978)
- 1903:
  - Gerrit Visser, holenderski piłkarz (zm. 1984)
  - Bartel Leendert van der Waerden, holenderski matematyk (zm. 1996)
- 1904 – Stanisław Franciszek Łukasiewicz, polski inżynier, architekt (zm. 1957)
- 1905:
  - Paul Ariste, estoński językoznawca, uralista (zm. 1990)
  - Roberto Cortés, chilijski piłkarz, bramkarz (zm. 1975)
  - Ayn Rand, amerykańska pisarka, filozof (zm. 1982)
- 1906 – Gösta Carlsson, szwedzki kolarz szosowy (zm. 1992)
- 1907 – Maria Romanowa, wielka księżna Rosji (zm. 1951)
- 1908:
  - Jerzy Adamowicz, polski zoolog, malakolog (zm. 1939)
  - Witold Conti, polski aktor, śpiewak (zm. 1944)
  - Nikołaj Kriukow, rosyjsko kompozytor (zm. 1961)
- 1909:
  - Frank Albertson, amerykański aktor (zm. 1964)
  - Judith Barrett, amerykańska aktorka (zm. 2000)
  - Jerzy Młodziejowski, polski geograf, taternik, krajoznawca, skrzypek, altowiolista (zm. 1985)
  - Michel Nguyễn Khắc Ngữ, wietnamski duchowny katolicki, biskup Long Xuyên (zm. 2009)
- 1910:
  - Agi Jambor, węgierska pianistka (zm. 1997)
  - Ji Pengfei, chiński polityk, dyplomata (zm. 2000)
- 1911:
  - Maria Bilińska-Riegerowa, polska pianistka, pedagog (zm. 1969)
  - Richard O’Kane, amerykański kontradmirał (zm. 1994)
- 1912:
  - Millvina Dean, brytyjska pasażerka „Titanica” (zm. 2009)
  - Burton Lane, amerykański kompozytor (zm. 1997)
  - Zbigniew Rawicz, polski piosenkarz (zm. 1966)
- 1913:
  - Fred Apostoli, amerykański bokser pochodzenia włoskiego (zm. 1973)
  - Masanobu Fukuoka, japoński rolnik, filozof (zm. 2008)
  - Georges Guingouin, francuski nauczyciel, podpułkownik, działacz komunistyczny, uczestnik ruchu oporu (zm. 2005)
  - Arthur Henry Krawczak, amerykański duchowny katolicki pochodzenia polskiego, biskup pomocniczy Detroit (zm. 2000)
  - Sergiusz Sprudin, polski operator, reżyser filmów dokumentalnych (zm. 1996)
  - Henry Wigley, nowozelandzki pilot, przedsiębiorca (zm. 1980)
- 1914:
  - Antoni Januszewski, polski duchowny katolicki (zm. 1939)
  - Margarita Stāraste-Bordevīka, łotewska pisarka, scenografka, ilustratorka książek dla dzieci (zm. 2014)
  - Nicolas Roland Payen, francuski konstruktor lotniczy (zm. 2004)
- 1915:
  - Abba Eban, izraelski polityk, dyplomata (zm. 2002)
  - Akiko Futaba, japońska aktorka, piosenkarka (zm. 2011)
  - Karol Stryja, polski dyrygent, pedagog (zm. 1998)
- 1916 – Ryszard Fidelski, polski lekarz wojskowy, pułkownik, naukowiec, hematolog, immunolog, patomorfolog, specjalista medycyny sądowej (zm. 2004)
- 1917:
  - Đỗ Mười, wietnamski polityk, premier i sekretarz generalny Komunistycznej Partii Wietnamu (zm. 2018)
  - Witold Łokuciewski, polski pułkownik pilot, as myśliwski (zm. 1990)
- 1918 – Hella S. Haasse, holenderska pisarka (zm. 2011)
- 1919:
  - Andrzej Czyżowski, polski dziennikarz emigracyjny (zm. 2003)
  - Lisa Della Casa, szwajcarska śpiewaczka operowa (sopran) (zm. 2012)
  - Georg Gawliczek, niemiecki piłkarz, trener (zm. 1999)
  - Zbigniew Lengren, polski grafik, rysownik, karykaturzysta, plakacista, ilustrator, scenograf, satyryk (zm. 2003)
- 1920:
  - Juliusz Bakoń, polski podchorąży rezerwy piechoty (zm. 1940)
  - George Hardwick, angielski piłkarz (zm. 2004)
  - Jan Kaczmarek, polski technolog, polityk, minister nauki, szkolnictwa wyższego i techniki (zm. 2011)
  - Feliks Niedbalski, polski inżynier górnik, dyplomata (zm. 1972)
  - Kazimierz Talarczyk, polski aktor (zm. 1972)
- 1921:
  - Pietro Cascella, włoski rzeźbiarz (zm. 2008)
  - Jozef Mistrík, słowacki językoznawca, literaturoznawca (zm. 2000)
  - Hyacinthe Thiandoum, senegalski duchowny katolicki, arcybiskup Dakaru, kardynał (zm. 2004)
- 1922:
  - Rui Campos, brazylijski piłkarz (zm. 2002)
  - Robert Chef d’Hôtel, francuski lekkoatleta, sprinter i średniodystansowiec (zm. 2019)
  - Helena Eilstein, polska filozof pochodzenia żydowskiego (zm. 2009)
  - Sigbjørn Hølmebakk, norweski pisarz, publicysta (zm. 1981)
  - José Juncosa, hiszpański piłkarz, trener (zm. 2003)
  - Maria Kościałkowska, polska aktorka (zm. 2020)
  - Stojanka Mutafowa, bułgarska aktorka (zm. 2019)
  - Grażyna Zasacka, polska sanitariuszka, uczestniczka powstania warszawskiego (zm. 1944)
- 1923:
  - James Dickey, amerykański prozaik, poeta (zm. 1997)
  - Svetozar Gligorić, serbski szachista (zm. 2012)
  - Bonita Granville, amerykańska aktorka (zm. 1988)
  - Red Schoendienst, amerykański baseballista, menedżer (zm. 2018)
- 1924:
  - Jakub Goldberg, polsko-izraelski historyk (zm. 2011)
  - Alojzy Mol, polski montażysta filmów animowanych (zm. 2007)
  - Sulejman Pitarka, albański aktor, prozaik, dramaturg (zm. 2007)
  - Sonny Stitt, amerykański saksofonista jazzowy (zm. 1982)
- 1925:
  - Raimondo D’Inzeo, włoski jeździec sportowy (zm. 2013)
  - Miklós Holop, węgierski piłkarz wodny (zm. 2018)
  - Adesio Lombardo, urugwajski koszykarz (zm. przed 2004)
  - Elaine Stritch, amerykańska aktorka, piosenkarka (zm. 2014)
  - Jerzy Wolf, polski dziennikarz (zm. 2007)
- 1926:
  - Siegfried Baske, niemiecki pedagog komparatysta, historyk oświaty (zm. 2008)
  - Valéry Giscard d’Estaing, francuski polityk, prezydent Francji (zm. 2020)
  - Miguel Obando Bravo, nikaraguański duchowny katolicki, arcybiskup Managui, kardynał (zm. 2018)
  - Wojciech Pędich, polski gerontolog, profesor nauk medycznych (zm. 2024)
  - Red Prysock, amerykański saksofonista (zm. 1993)
  - Fritz Stern, amerykański historyk (zm. 2016)
  - Zdzisław Szymański, polski fizyk jądrowy (zm. 1999)
  - Marian Wantoła, polski rysownik, twórca filmów animowanych (zm. 2013)
- 1927:
  - Stan Getz, amerykański saksofonista jazzowy (zm. 1991)
  - Henryk Michałowski, polski generał dywizji pilot, dowódca Wojsk Lotniczych (zm. 2017)
  - Marian Podgóreczny, polski dziennikarz, radca prawny, pisarz, żołnierz AK (zm. 2018)
- 1928:
  - Philippe Chatrier, francuski tenisista, działacz sportowy (zm. 2000)
  - Geevarghese Timotheos Chundevalel, indyjski duchowny syromalankarski, biskup Tiruvalli (zm. 2019)
  - Ciriaco De Mita, włoski prawnik, polityk, eurodeputowany, premier Włoch (zm. 2022)
  - Raymundo Infante, chilijski piłkarz (zm. 1986)
  - Andrzej Krzywicki, polski matematyk
  - Andrzej Trzebski, polski fizjolog, neurofizjolog (zm. 2017)
- 1929:
  - George Band, brytyjski wspinacz (zm. 2011)
  - Věra Chytilová, czeska reżyserka filmowa (zm. 2014)
  - John Henry Holland, amerykański naukowiec (zm. 2015)
  - Maurice Verdeun, francuski kolarz torowy (zm. 2014)
- 1930:
  - Krzysztof Chamiec, polski aktor (zm. 2001)
  - René Śliwowski, polski historyk literatury rosyjskiej, tłumacz, krytyk (zm. 2015)
  - Maria Zuchowicz, polska prawnik, sędzia łyżwiarstwa figurowego, komentatorka telewizyjna, działaczka sportowa (zm. 2020)
- 1931:
  - Dries van Agt, holenderski prawnik, dyplomata, polityk, minister sprawiedliwości, premier Holandii (zm. 2024)
  - Marija Gusakowa, rosyjska biegaczka narciarska (zm. 2022)
  - Bogdan Hillebrandt, polski historyk
  - Wojciech Janusz, polski geodeta, kartograf (zm. 2012)
  - Andrzej Kudelski, polski reporter radiowy, autor tekstów piosenek (zm. 1980)
- 1932:
  - Zbigniew Adrjański, polski dziennikarz, publicysta muzyczny (zm. 2017)
  - Franz Kamphaus, niemiecki duchowny katolicki, biskup Limburga (zm. 2024)
  - Hans Eberhard Mayer, niemiecki historyk, mediewista (zm. 2023)
  - Marian Śliwiński, polski kardiochirurg, polityk, minister zdrowia i opieki społecznej (zm. 2009)
- 1933:
  - Ryszard Ber, polski reżyser filmowy, telewizyjny i teatralny (zm. 2004)
  - Bruno Garzena, włoski piłkarz (zm. 2024)
  - Tony Jay, amerykański aktor (zm. 2006)
  - Lucjan Mianowski, polski malarz, grafik (zm. 2009)
  - Than Shwe, birmański dowódca wojskowy, polityk, przywódca Birmy
- 1934:
  - Otar Ioseliani, gruziński reżyser, scenarzysta i montażysta filmowy (zm. 2023)
  - Hari Pal Kaushik, indyjski hokeista na trawie (zm. 2018)
- 1935:
  - Thomas Mensah, ghański duchowny katolicki, biskup Obuasi, arcybiskup Kumasi (zm. 2016)
  - Juliusz Paetz, polski duchowny katolicki, biskup łomżyński, arcybiskup metropolita poznański (zm. 2019)
  - Wolfgang W.E. Samuel, amerykański wojskowy, pisarz, publicysta
  - Dariush Shayegan, irański pisarz, filozof, teoretyk kultury (zm. 2018)
  - Josef Trousil, czeski lekkoatleta, sprinter
  - Jewgienij Wielichow, rosyjski fizyk teoretyczny (zm. 2024)
- 1936:
  - Carlo Delle Piane, włoski aktor (zm. 2019)
  - Metin Oktay, turecki piłkarz, trener (zm. 1991)
  - Tony Ryan, irlandzki przedsiębiorca (zm. 2007)
- 1937:
  - Leszek Arent, polski koszykarz, trener (zm. 2016)
  - Carl R. Hagen, amerykański fizyk teoretyczny pochodzenia norweskiego
  - Eric Arturo del Valle, panamski polityk, prezydent Panamy (zm. 2015)
  - Lucjan Woźniak, polski pianista, gitarzysta jazzowy, członek zespołów Flamingo i Rama 111 (zm. 2023)
- 1938:
  - Simon Estes, amerykański śpiewak operowy (bas-baryton)
  - Norman Fowler, brytyjski polityk
  - Bo Hopkins, amerykański aktor (zm. 2022)
  - Pilar Pellicer, meksykańska aktorka (zm. 2020)
  - Aleksy Subotko, polski duchowny prawosławny, teolog (zm. 2019)
  - Protais Zigiranyirazo, rwandyjski przedsiębiorca, polityk, gubernator Ruhengeri (zm. 2025)
- 1939:
  - Karl-Åke Asph, szwedzki biegacz narciarski
  - Walerij Krawczenko, radziecki siatkarz (zm. 1995)
  - Marcin Libicki, polski historyk sztuki, polityk, poseł na Sejm RP, eurodeputowany
  - Dale Mortensen, amerykański ekonomista, laureat Nagrody Banku Szwecji im. Alfreda Nobla w dziedzinie ekonomii (zm. 2014)
  - Desmond O’Malley, irlandzki prawnik, polityk, minister (zm. 2021)
  - Sirkka Turkka, fińska poetka, pisarka (zm. 2021)
- 1940:
  - Evangelista Alcimar Caldas Magalhães, brazylijski duchowny katolicki, prałat terytorialny i biskup Alto Solimões (zm. 2021)
  - Brendan Daly, irlandzki polityk, minister rybołówstwa i leśnictwa, minister obrony (zm. 2023)
  - Thomas M. Disch, amerykański pisarz science fiction, poeta (zm. 2008)
  - Chips Keswick, brytyjski przedsiębiorca, działacz sportowy, prezes klubu Arsenal F.C. (zm. 2024)
  - Jan Tkocz, polski żużlowiec (zm. 2009)
- 1941:
  - Siergiej Czeriepnin, amerykański kompozytor, skrzypek, projektant instrumentów muzycznych pochodzenia rosyjskiego
  - Marian Dudziak, polski lekkoatleta, sprinter, naukowiec, specjalista konstrukcji maszyn
  - Gerald Morkel, południowoafrykański samorządowiec, polityk (zm. 2018)
- 1942:
  - Trygve Bornø, norweski piłkarz (zm. 2024)
  - Graham Nash, brytyjski gitarzysta, wolakista, członek zespołów: The Hollies i Crosby, Stills and Nash
  - James Blood Ulmer, amerykański gitarzysta, członek zespołów: The Music Revelation Ensemble i Phalanx
- 1943:
  - Per Gahrton, szwedzki socjolog, polityk, eurodeputowany (zm. 2023)
  - Walter Winkler, polski piłkarz, trener (zm. 2014)
- 1944:
  - Jean-Claude Brondani, francuski judoka
  - Antonio Cantafora, włoski aktor (zm. 2024)
  - Andrew Davis, brytyjski dyrygent (zm. 2024)
  - Norbert Hof, austriacki piłkarz (zm. 2020)
  - Geoffrey Hughes, brytyjski aktor (zm. 2012)
  - Okil Okilow, tadżycki polityk, premier Tadżykistanu
  - Anna Raźny, polska rosjoznawczyni, kulturoznawczyni, politolog, polityk
  - Zbigniew Zawistowski, polski architekt, urbanista (zm. 1998)
- 1945:
  - Eric Boocock, brytyjski żużlowiec
  - Çlirim Ceka, albański malarz, grafik
  - Dżemal Cherchadze, gruziński piłkarz, trener (zm. 2019)
  - Jacques Dimont, francuski florecista (zm. 1994)
  - Hugo Fernández, urugwajski piłkarz, trener (zm. 2022)
  - Przemysław Kwiek, polski rzeźbiarz, malarz, autor instalacji, filmów, interwencji, performer (zm. 2024)
  - Adolf Seger, niemiecki zapaśnik
- 1946:
  - Isajas Afewerki, erytrejski polityk, prezydent Erytrei
  - Gunder Bengtsson, szwedzki trener piłkarski (zm. 2019)
  - Blake Clark, amerykański aktor
  - Jang Sŏng T’aek, północnokoreański polityk (zm. 2013)
  - Alpha Oumar Konaré, malijski polityk, prezydent Mali
  - Gerrie Mühren, holenderski piłkarz (zm. 2013)
- 1947:
  - Farrah Fawcett, amerykańska aktorka (zm. 2009)
  - Dick Krzywicki, walijski piłkarz pochodzenia polskiego
  - Zygmunt Kufel, polski prawnik, polityk, poseł na Sejm RP (zm. 2011)
  - Harri Õunapuu, estoński agronom, menedżer, polityk
  - Anna Rosbach Andersen, duńska polityk, eurodeputowana
- 1948:
  - Adolfas Šleževičius, litewski ekonomista, inżynier, polityk, premier Litwy (zm. 2022)
  - Roger Williamson, brytyjski kierowca wyścigowy (zm. 1973)
- 1949:
  - John McAreavey, irlandzki duchowny katolicki, biskup Dromore
  - Renata Rochnowska, polska polityk, poseł na Sejm RP
  - Brent Spiner, amerykański aktor
  - Heidemarie Wycisk, niemiecka lekkoatletka, skoczkini w dal
- 1950:
  - Gorka Knörr, hiszpański muzyk, polityk, eurodeputowany
  - Barbara Sukowa, niemiecka aktorka
  - Serafim Urechean, mołdawski samorządowiec, polityk, p.o. premiera Mołdawii
  - Spilios Zacharopulos, grecki lekkoatleta, średniodystansowiec
- 1951:
  - Zenon Kufel, polski samorządowiec, polityk, poseł na Sejm RP
  - Piotr Naimski, polski biochemik, wykładowca akademicki, publicysta, polityk, poseł na Sejm RP
  - Paias Wingti, papuańki polityk, premier Papui-Nowej Gwinei
- 1952:
  - Jeff Archibald, nowozelandzki hokeista na trawie
  - John Cornyn, amerykański polityk, senator
  - Luis Albeiro Cortés Rendón, kolumbijski duchowny katolicki, biskup Vélez, biskup pomocniczy Pereira (zm. 2022)
  - Agenor Girardi, brazylijski duchowny katolicki, biskup União da Vitória (zm. 2018)
  - Reinhard Häfner, niemiecki piłkarz, trener (zm. 2016)
  - Ralph Merkle, amerykański informatyk, kryptolog
  - Fernando Morena, urugwajski piłkarz, trener
  - Park Geun-hye, południowokoreańska polityk, prezydent Korei Południowej
- 1953:
  - Dorota Czudowska, polska onkolog, polityk, senator RP
  - Władimir Kowalow, rosyjski łyżwiarz figurowy, trener
  - Piotr Szczerski, polski reżyser teatralny (zm. 2015)
- 1954:
  - Christie Brinkley, amerykańska aktorka, modelka
  - Hansi Hinterseer, austriacki narciarz alpejski
  - Robin Jones, amerykański koszykarz (zm. 2018)
  - Park Chang-sun, południowokoreański piłkarz, trener
  - Ernesto Paulo, brazylijski trener piłkarski
- 1955:
  - Leszek Engelking, polski pisarz, krytyk literacki, tłumacz (zm. 2022)
  - Jürg Röthlisberger, szwajcarski judoka
  - Michael Talbott, amerykański aktor
  - Marian Tchórznicki, polski aktor dziecięcy
- 1956:
  - Jamal Ali, iracki piłkarz
  - Jurij Bagdasarow, ukraiński specjalista w zakresie instalacji fizycznych i energetycznych (zm. 2020)
  - Jean-François Lamour, francuski szablista
  - Adnan Oktar, turecki piłkarz
  - Ștefan Rusu, rumuński zapaśnik
  - Ali Reza Solejmani, irański zapaśnik (zm. 2014)
- 1957:
  - Ewa Lech, polska urzędniczka państwowa
  - Leszek Piasecki, polski siatkarz, trener
  - Piotr Żak, polski brydżysta, działacz sportowy, związkowiec, polityk, poseł na Sejm RP
- 1958:
  - Paolo De Castro, włoski nauczyciel akademicki, polityk
  - Franke Sloothaak, niemiecki jeździec sportowy
- 1959:
  - Franklin Edwards, amerykański koszykarz
  - Hubertus von Hohenlohe, meksykańsko-liechtensteiński narciarz alpejski, przedsiębiorca, piosenkarz, fotograf
  - Maurice Leroy, francuski ekonomista, polityk
  - Andrzej Ryszka, polski perkusista
- 1960:
  - David Chabala, zambijski piłkarz, bramkarz (zm. 1993)
  - Marta Gessler, polska restauratorka, felietonistka, pisarka
  - Claudio Panatta, włoski tenisista
  - Abel Resino, hiszpański piłkarz, bramkarz, trener
- 1961:
  - Rinczinnjamyn Amardżargal, mongolski ekonomista, wykładowca akademicki, polityk, premier Mongolii
  - Abraham Iyambo, namibijski polityk (zm. 2013)
  - Serafin (Kykkotis), cypryjski biskup prawosławny
  - Lars Olsen, duński piłkarz, trener
  - Eleni Mawru, cypryjska polityk
  - Jorgos Sawidis, cypryjski piłkarz
  - Tim Vanni, amerykański zapaśnik
  - Pitirim (Wołoczkow), rosyjski biskup prawosławny, arcybiskup syktywkarski i komi-zyriański (zm. 2025)
- 1962:
  - Kazimierz Moskal, polski nauczyciel, samorządowiec, polityk, poseł na Sejm RP
  - Pedro Nolasco, dominikański bokser
  - Piotr Śliwiński, polski krytyk literacki
  - Michael T. Weiss, amerykański aktor, reżyser telewizyjny, filmowy i teatralny
  - Paweł Zegarłowicz, polski dziennikarz
- 1963:
  - Eva Cassidy, amerykańska piosenkarka (zm. 1996)
  - Peter Enders, niemiecki szachista (zm. 2025)
  - Andrej Kiska, słowacki przedsiębiorca, polityk, prezydent Słowacji
- 1964:
  - Erol Dora, turecki adwokat, polityk
  - No Gyeong-seon, południowokoreański zapaśnik
  - John Pescatore, amerykański wioślarz
  - Manuel Pizarro, portugalski lekarz, samorządowiec, polityk
  - Laura Poitras, amerykańska reżyserka i producentka filmowa
- 1965:
  - Agata Marszałek-Wagner, polska siatkarka
  - Cándido Mesa, kubański zapaśnik
  - Swietłana Nagiejkina, rosyjska biegaczka narciarska
  - Mariusz Szmyd, polski samorządowiec, wójt gminy Sanok (zm. 2013)
- 1966:
  - Andriej Czesnokow, rosyjski tenisista
  - Zuzanna Dąbrowska, polska dziennikarka
  - Robert DeLeo, amerykański basista, członek zespołów: Stone Temple Pilots i Army of Anyone
  - Marzena Frąszczak, polska koszykarka
  - Robert Hedin, szwedzki piłkarz ręczny, trener
  - Mariusz Szmidka, polski dziennikarz
- 1967:
  - Richard Scott Bakker, kanadyjski pisarz science fiction
  - Artūrs Irbe, łotewski hokeista, bramkarz, trener
  - Edu Manga, brazylijski piłkarz
  - Laurent Nkunda, kongijski generał
  - Markus Pittner, austriacki zapaśnik
- 1968:
  - Joanna Bator, polska pisarka, publicystka, felietonistka
  - Espen Bredesen, norweski skoczek narciarski
  - Sean Elliott, amerykański koszykarz
  - Agata Klimek, polska kajakarka (zm. 2018)
  - Dorota Katarzyna Sokołowska, polska dziennikarka radiowa
  - Bojan Zulfikarpašić, serbski muzyk jazzowy
- 1969:
  - Jacek Jarzyna, polski aktor, reżyser teatralny i dubbingowy
  - Walerij Karpin, rosyjski piłkarz, trener
  - Igor Szalimow, rosyjski piłkarz
- 1970:
  - Cédric Mathy, belgijski kolarz szosowy i torowy
  - Santa Montefiore, brytyjska pisarka
  - Jewgienij Ried´kin, rosyjski biathlonista
  - Roar Strand, norweski piłkarz
  - Chandler Thompson, amerykański koszykarz
  - Arnold Wetl, austriacki piłkarz
- 1971:
  - Arly Jover, hiszpańska aktorka, tancerka
  - Günter Krajewski, niemiecki szablista
  - Lars Rosenberg, szwedzki wokalista, basista, członek zespołów: Therion, Entombed, Serpent, Mental Distortion, Furcas, Carbonized i Monastery
  - Stefano Rossini, włoski piłkarz
  - Aleksandr Wołżyn, rosyjski szachista
  - Małgorzata Wypych, polska prawnik, adwokat, polityk, poseł na Sejm RP
- 1972:
  - Dana International, izraelska piosenkarka
  - Klára Dobrev, węgierska prawnik, polityk, eurodeputowana
  - Pia Hierzegger, austriacka aktorka, pisarka
  - Todi Jónsson, farerski piłkarz
  - Hisashi Tonomura, japoński gitarzysta, członek zespołu Glay
- 1973:
  - Anna Jakubczak, polska lekkoatletka, biegaczka średniodystansowa
  - Ewa Salbert, polska piłkarka ręczna
  - Aleksander Tammert, estoński lekkoatleta, dyskobol
  - Marissa Jaret Winokur, amerykańska aktorka
- 1974:
  - Ewa Charska, polska lekkoatletka, sprinterka
  - Radosław Kałużny, polski piłkarz
  - Anna Kiełbusiewicz, polska piosenkarka, malarka (zm. 2003)
  - Oz Perkins, amerykański aktor
  - Tomáš Poštulka, czeski piłkarz
- 1975:
  - Siergiej Filimonow, kazachski sztangista
  - Ronny Hornschuh, niemiecki skoczek narciarski, trener
  - Jiang Cuihua, chińska kolarka torowa
  - Maciej Kociński, polski muzyk jazzowy, kompozytor, pedagog
  - Blaise Kouassi, iworyjski piłkarz
  - Jeroklis Stoltidis, grecki piłkarz
  - Tabitha Suzuma, brytyjska pisarka pochodzenia japońskiego
  - Irena Tokarz, polska judoczka
  - Andrea Zanchetta, japoński piłkarz
- 1976:
  - Frédéric Dufour, francuski wioślarz
  - Daniel Laszkiewicz, polski hokeista
  - Laďka Něrgešová, czeska aktorka, prezenterka telewizyjna
  - Radomir Nikolić, serbski menadżer, samorządowiec, polityk
  - Fani Psata, grecka zapaśniczka
- 1977:
  - Bibiana Aído, hiszpańska polityk
  - Marko Aho, fiński siatkarz
  - Martin Andresen, norweski piłkarz
  - Marc Bernaus, andorski piłkarz
  - Martin Boquist, szwedzki piłkarz ręczny
  - Joanna Litwin, polska aktorka
  - Jari Niemi, fiński piłkarz
  - Shakira, kolumbijska piosenkarka, autorka tekstów, producentka muzyczna, tancerka
  - Sebastian Ströbel, niemiecki aktor
  - Torsten Wustlich, niemiecki saneczkarz
- 1978:
  - Bartłomiej Bardecki, polski żużlowiec
  - Barry Ferguson, szkocki piłkarz
  - John Mamann, francuski piosenkarz
  - Bárbara Mori, urugwajska aktorka
  - Maliki Moussa, kameruński siatkarz
  - Jaime Robles, boliwijski piłkarz
  - Mikałaj Ryndziuk, białoruski piłkarz
  - Faye White, angielska piłkarka
- 1979:
  - Urmo Aava, estoński kierowca rajdowy
  - Sandy Casar, francuski kolarz szosowy
  - Fani Chalkia, grecka lekkoatletka, płotkarka
  - Małgorzata Halber, polska prezenterka telewizyjna
  - Shamita Shetty, indyjska aktorka
- 1980:
  - Gucci Mane, amerykański raper
  - Oleguer Presas, hiszpański piłkarz
  - Carlos Prieto, hiszpański piłkarz ręczny
  - Nina Zilli, włoska piosenkarka
- 1981:
  - Philimon Chipeta, zambijski piłkarz
  - Carl English, kanadyjski koszykarz
  - Salem al-Hazmi, saudyjski terrorysta (zm. 2001)
  - Róbert Krajči, słowacki hokeista
  - Dmitrij Łobkow, rosyjski łyżwiarz szybki
  - Guwançmuhammet Öwekow, turkmeński piłkarz, trener
  - Nizami Paşayev, azerski sztangista
  - Miłosz Pękala, polski perkusjonista, wykładowca akademicki
  - Justin Reiter, amerykański snowboardzista
- 1982:
  - Dorcus Inzikuru, ugandyjska lekkoatletka, biegaczka długodystansowa
  - Filippo Magnini, włoski pływak
  - Oswaldo Novoa, meksykańska aktorka
  - Leandro Oliveira, brazylijski lekkoatleta, średnio- i długodystansowiec (zm. 2021)
  - Kinga Rokicka, polska aktorka
  - Wang Fengchun, chiński curler
- 1983:
  - Anastasija Dawydowa, rosyjska pływaczka synchroniczna
  - Katarzyna Klisowska, polska lekkoatletka, skoczkini w dal
  - Carolina Klüft, szwedzka lekkoatletka, wieloboistka, skoczkini w dal i trójskoczkini
  - Arsen Pawłow, rosyjski dowódca wojskowy (zm. 2016)
  - Atanasia Pera, grecka lekkoatletyka, trójskoczkini
- 1984:
  - Chris Bartley, brytyjski wioślarz
  - Roman Hontiuk, ukraiński judoka
  - Seon Power, trynidadzko-tobagijski piłkarz
  - Kathleen Weiß, niemiecka siatkarka
- 1985:
  - Morris Almond, amerykański koszykarz
  - Melody Gardot, amerykańska wokalistka jazzowa
  - Maria Koźlakiewicz, polska polityk, posłanka na Sejm RP
  - Lenka Marušková, czeska strzelczyni sportowa
  - Andriej Pierwyszyn, rosyjski hokeista
  - Milan Rašić, serbski siatkarz
  - Silvestre Varela, portugalski piłkarz
- 1986:
  - Gemma Arterton, brytyjska aktorka
  - Robert Gibson, kanadyjski wioślarz
  - Fredrik Lindberg, szwedzki curler
  - Lydia Oulmou, algierska siatkarka
- 1987:
  - Håvard Bøkko, norweski łyżwiarz szybki
  - Anthony Faingaʻa, australijski rugbysta
  - Saia Faingaʻa, australijski rugbysta
  - Gerard Piqué, hiszpański piłkarz
- 1988:
  - Radek Dejmek, czeski piłkarz
  - Tijmen Laane, holenderski siatkarz
  - Spencer O’Brien, kanadyjska snowboardzistka
  - Wiaczesław Tarasow, rosyjski siatkarz
  - Matthias Wengelin, szwedzki kolarz górski
- 1989:
  - Shane Archbold, nowozendzki kolarz torowy
  - Ivan Perišić, chorwacki piłkarz
- 1990:
  - Clara Alonso, argentyńska aktorka, piosenkarka, modelka
  - Craig Breen, irlandzki kierowca rajdowy (zm. 2023)
  - Kanani Danielson, amerykańska siatkarka
  - Jekatierina Kosjanienko, rosyjska siatkarka
  - Władimir Szyszkin, rosyjski siatkarz
  - William Tesillo, kolumbijski piłkarz
  - Sebastián Toro, chilijski piłkarz
- 1991:
  - Aleksander Beta, polski judoka
  - Nathan Delfouneso, angielski piłkarz
  - Joachim Hauer, norweski skoczek narciarski
  - Christopher Munthali, zambijski piłkarz
  - Megan Romano, amerykańska pływaczka
  - Paweł Szandrach, polski kajakarz
  - Zhong Tianshi, chińska kolarka torowa
- 1992:
  - Marie Hadar, kostarykańska siatkarka
  - Carlos Muñoz, kolumbijski kierowca wyścigowy
  - Tomáš Petrášek, czeski piłkarz
  - Aleksandr Pierietiagin, rosyjski saneczkarz
  - Shanieka Ricketts, jamajska lekkoatletka, trójskoczkini
- 1993:
  - Clemens Aigner, austriacki skoczek narciarski
  - Geoffrey Kizito, ugandyjski piłkarz
  - Karsta Lowe, amerykańska siatkarka
  - Ravel Morrison, angielski piłkarz
  - Natalia Wojtuściszyn, polska saneczkarka
- 1994:
  - Dilara Bağcı, turecka siatkarka
  - Caterina Bosetti, włoska siatkarka
  - Antonius Cleveland, amerykański koszykarz
  - Elseid Hysaj, albański piłkarz
  - Borja López, hiszpański piłkarz
  - Aleksandra Mirosław, polska wspinaczka sportowa
  - Tessa van Schagen, holenderska lekkoatletka, sprinterka
- 1995:
  - Aleksander Jagiełło, polski piłkarz
  - Arfa Karim, pakistańska programistka (zm. 2012)
  - Karol Linetty, polski piłkarz
- 1996:
  - Sylwia Bujniak, polska koszykarka
  - Harry Winks, angielski piłkarz
- 1997:
  - Ellie Bamber, brytyjska aktorka
  - Cameron Borthwick-Jackson, angielski piłkarz
  - Jaheel Hyde, jamajski lekkoatleta, płotkarz
  - Umar Sadiq, nigeryjski piłkarz
  - Noemi Stella, włoska lekkoatletka, chodziarka
- 1998:
  - Charlie Brown, amerykański koszykarz
  - Marijan Ćavar, bośniacki piłkarz
  - Cyprian Mrzygłód, polski lekkoatleta, oszczepnik
- 1999:
  - Destanni Henderson, amerykańska koszykarka
  - Youssef Harbi, egipski zapaśnik
  - Ryom Tae-ok, północnokoreańska łyżwiarka figurowa
  - Edmond Tapsoba, burkiński piłkarz
- 2000:
  - Caroline Claire, amerykańska narciarka dowolna
  - Jorinde van Klinken, holenderska lekkoatletka, miotaczka
  - Dmitrij Łoginow, rosyjski snowboardzista
  - Valentin Mihăilă, rumuński piłkarz
  - Tomáš Mikyska, czeski biathlonista
  - Hannah Prock, austriacka saneczkarka
  - Christos Shelis, cypryjski piłkarz
- 2001:
  - Fathi Ismail, egipski zapaśnik
  - Carlos Rodríguez, hiszpański kolarz szosowy
- 2003:
  - Dusty Henricksen, amerykański snowboardzista
  - Emilio Martínez, meksykański piłkarz
- 2004 – Wiktoria Czyżewska, polska zawodniczka MMA
- 2005 – Shang Juncheng, chiński tenisista
- 2006 – Lucas Bergvall, szwedzki piłkarz

## Zmarli
- 619 – Wawrzyniec z Canterbury, mnich, arcybiskup Canterbury, święty (ur. ?)
- 880 – Bruno, książę saski (ur. ?)
- 1211 – Adelajda Miśnieńska, czeska księżna i królowa (ur. po 1160)
- 1218 – Konstanty Wsiewołodowicz, kniaź Nowogrodu Wielkiego, książę włodzimiersko-suzdalski i rostowski (ur. 1186)
- 1250 – Eryk XI Eriksson, król Szwecji (ur. 1216)
- 1251 – Sabbatino z Asyżu, włoski franciszkanin (ur. ?)
- 1294 – Ludwik II, książę Górnej Bawarii, hrabia Palatynatu (ur. 1229)
- 1348:
  - Monwid, litewski książę (ur. 1313–15)
  - Narymunt Gleb, litewski książę (ur. ok. 1300)
- 1353 – Anna Wittelsbach, królowa niemiecka (ur. 1329)
- 1365 – Pietro Cambiani, włoski dominikanin, inkwizytor Piemontu, męczennik, błogosławiony (ur. ok. 1320)
- 1392 – Agnieszka Habsburg, księżna świdnicko-jaworska (ur. ?)
- 1395 – Poncello Orsini, włoski kardynał (ur. ?)
- 1435 – Joanna II, królowa Neapolu (ur. 1373)
- 1446 – Vittorino da Feltre, włoski humanista, nauczyciel (ur. ok. 1378)
- 1491 – Martin Schongauer, niemiecki malarz, rytownik (ur. ok. 1488)
- 1508 – Jan Jurjewicz Zabrzeziński, marszałek hospodarski, wojewoda trocki, marszałek wielki litewski, właściciel Międzyrzeca Podlaskiego (ur. 1437)
- 1512 – Hatuey, wódz Indian Taino na Haiti, przywódca powstania antyhiszpańskiego na Kubie (ur. ?)
- 1514 – Mikołaj Chrapicki, polski duchowny katolicki, biskup chełmiński, podskarbi ziem pruskich (ur. ?)
- 1529 – Baldassare Castiglione, włoski pisarz, dyplomata (ur. 1478)
- 1561 – Giovanni Andrea Mercurio, włoski duchowny katolicki, arcybiskup Mesyny, kardynał (ur. 1518)
- 1563 – Hans Neusiedler, niemiecki kompozytor pochodzenia węgierskiego (ur. 1508–09)
- 1587 – François de Beaumont, francuski dowódca wojskowy, hugenota (ur. 1512/13)
- 1590:
  - Martin Medek, czeski duchowny katolicki, arcybiskup metropolita praski (ur. 1538)
  - Katarzyna del Ricci, włoska zakonnica, mistyczka, stygmatyczka, święta (ur. 1522)
- 1592 – Ana de Mendoza y de la Cerda, hiszpańska arystokratka (ur. 1540)
- 1594 – Giovanni Pierluigi da Palestrina, włoski kompozytor (ur. 1525)
- 1597 – Lucas van Valckenborch, flamandzki malarz (ur. ok. 1530)
- 1640 – Joanna de Lestonnac, francuska zakonnica, święta (ur. 1556)
- 1660:
  - Gaston, książę Orleanu (ur. 1608)
  - Govert Flinck, holenderski malarz (ur. 1615)
- 1673 – Kaspar Förster młodszy, niemiecki kompozytor, kapelmistrz, śpiewak (ur. 1616)
- 1675 – Jan Bythner, polski pisarz religijny, senior Jednoty braci czeskich (ur. 1602)
- 1684 – Michaël van Ballaert, flamandzki karmelita (ur. 1621)
- 1689 – Klemens Bolesławiusz, polski pisarz religijny, poeta, kaznodzieja, tłumacz (ur. 1625)
- 1704 – Guillaume François Antoine de l’Hospital, francuski matematyk (ur. 1661)
- 1723 – Antonio Maria Valsalva, włoski lekarz, anatom (ur. 1666)
- 1727 – Andreas Gärtner, górnołużycki przyrodnik, wynalazca (ur. 1654)
- 1769 – Klemens XIII, papież (ur. 1693)
- 1789 – Armand-Louis Couperin, francuski kompozytor, organista (ur. 1727)
- 1792 – Elżbieta Woroncowa, rosyjska arystokratka (ur. 1739)
- 1797 – Ferdynand Onufry Kicki, polski duchowny katolicki, arcybiskup metropolita lwowski (ur. ?)
- 1799 – Jan Filip Carosi, polski geolog, górnik pochodzenia włoskiego (ur. 1744)
- 1804 – George Walton, amerykański prawnik, polityk (ur. 1749/50)
- 1812 – Isaac Titsingh, holenderski lekarz chirurg, przedsiębiorca, dyplomata (ur. 1745)
- 1826 – Anthelme Brillat-Savarin, francuski prawnik, polityk, pisarz (ur. 1755)
- 1835 – Anna Terlecka, polska poetka (ur. 1810)
- 1836 – Letycja Buonaparte, Korsykanka, matka Napoleona Bonapartego (ur. 1749)
- 1840 – Stefan Bellesini, włoski augustianin, błogosławiony (ur. 1774)
- 1842 – Abraham Stern, polski wynalazca pochodzenia żydowskiego (ur. 1769)
- 1847 – Karol Fryderyk Minter, polski malarz, litograf, przedsiębiorca pochodzenia niemieckiego (ur. 1780)
- 1852 – Franciszek Libermann, francuski duchowny katolicki, Sługa Boży pochodzenia żydowskiego (ur. 1802)
- 1861 – Teofan Vénard, francuski misjonarz, męczennik, święty (ur. 1829)
- 1875 – Carl Jakob Sundevall, szwedzki przyrodnik, zoolog (ur. 1801)
- 1884 – Teodor Hertz, polski kompozytor, tłumacz teatralny (ur. 1822)
- 1887 – Adolphus Warburton Moore, brytyjski alpinista (ur. 1841)
- 1892 – Lucjan Kraszewski, polski malarz, rysownik, fotografik (ur. 1820)
- 1893 – C.G. Andræ, duński polityk, premier Danii (ur. 1812)
- 1895 – Albrecht Fryderyk Habsburg, austriacki książę, generał feldmarszałek (ur. 1817)
- 1897 – Ludwika Ferdynanda Burbon, infantka hiszpańska, księżna Montpensier (ur. 1832)
- 1898 – Maria Katarzyna Kasper, niemiecka zakonnica, święta (ur. 1820)
- 1904 – Antonio Labriola, włoski filozof, marksista, działacz ruchu robotniczego (ur. 1843)
- 1905:
  - Adolf Bastian, niemiecki etnolog (ur. 1826)
  - Robert Eitner, niemiecki muzykolog (ur. 1832)
  - Seweryn Lutostański, polski prawnik, sędzia (ur. 1839)
  - Franz Sobtzick, niemiecki przemysłowiec (ur. 1832)
- 1906 – Stanisław Sternberg Stojałowski, polski adwokat, wiceburmistrz Tarnowa (ur. 1856)
- 1907 – Dmitrij Mendelejew, rosyjski chemik, wykładowca akademicki (ur. 1834)
- 1908 – Ludwik Brisson, francuski duchowny katolicki, błogosławiony (ur. 1817)
- 1913:
  - Gustaf de Laval, szwedzki inżynier, przemysłowiec, konstruktor, wynalazca (ur. 1845)
  - Ludwig Späth, niemiecki pomolog (ur. 1839)
- 1915 – Cameron E. Thom, amerykański prawnik, polityk, burmistrz Los Angeles (ur. 1825)
- 1916 – Moriharu Miura, japoński lekarz patolog (ur. 1857)
- 1918 – John L. Sullivan, amerykański bokser pochodzenia irlandzkiego (ur. 1858)
- 1919:
  - Aleksiej Awtonomow, rosyjski dowódca wojskowy (ur. 1890)
  - Julius Kuperjanov, estoński dowódca wojskowy (ur. 1894)
  - Xavier Leroux, francuski kompozytor (ur. 1863)
- 1920:
  - Otto Bütschli, niemiecki zoolog, wykładowca akademicki (ur. 1848)
  - Pál Szinyei Merse, węgierski malarz, polityk (ur. 1845)
- 1921 – Andrea Ferrari, włoski duchowny katolicki, arcybiskup Mediolanu, kardynał, błogosławiony (ur. 1850)
- 1923:
  - Antoni Maślanka, polski rolnik, polityk (ur. 1852)
  - Wanda Młodnicka, polska pisarka, tłumaczka (ur. 1850)
  - Augustyn Świder, polski hutnik, pisarz, publicysta, powstaniec śląski (ur. 1886)
- 1924 – Aleksa Šantić, bośniacki poeta narodowości serbskiej (ur. 1868)
- 1926:
  - Bernard Henner (senior), polski fotograf pochodzenia żydowskiego (ur. 1842 lub 43)
  - James Israel, niemiecki chirurg pochodzenia żydowskiego (ur. 1848)
  - Władimir Suchomlinow, rosyjski generał (ur. 1848)
- 1927:
  - Stanisław Anczyc, polski metaloznawca, technolog, wykładowca akademicki (ur. 1868)
  - Nikołaj Rożkow, rosyjski rewolucjonista, historyk, wykładowca akademicki (ur. 1868)
- 1928 – Władysław Dyniewicz, polski wydawca, działacz polonijny (ur. 1843)
- 1929 – Ludwig Wittmack, niemiecki botanik, wykładowca akademicki (ur. 1839)
- 1930 – Sara Louisa Oberholtzer, amerykańska pisarka, poetka, działaczka społeczna (ur. 1841)
- 1934:
  - Maria Dominika Mantovani, włoska zakonnica, błogosławiona (ur. 1862)
  - Marceli Sachs, polski dziennikarz (ur. 1870)
- 1938 – Stefan Smólski, polski adwokat, polityk, poseł na Sejm Ustawodawczy, senator RP, minister spraw wewnętrznych (ur. 1879)
- 1939:
  - Anatole Deibler, francuski kat (ur. 1863)
  - Antoni Madeyski, polski rzeźbiarz, medalier (ur. 1862)
  - Władimir Szuchow, rosyjski inżynier (ur. 1853)
- 1940:
  - Ernst Burggaller, niemiecki pilot, kierowca i motocyklista wyścigowy (ur. 1896)
  - Wasilij Diemientjew, radziecki major bezpieczeństwa państwowego (ur. 1896)
  - Carl Grünberg, niemiecki marksista, historyk ruchu robotniczego (ur. 1861)
  - Jefim Jewdokimow, radziecki polityk (ur. 1891)
  - Michaił Kolcow, rosyjski dziennikarz, publicysta, pisarz (ur. 1898)
  - Wsiewołod Meyerhold, rosyjski aktor, reżyser teatralny pochodzenia niemieckiego (ur. 1874)
  - Michaił Trilisser, radziecki funkcjonariusz służb specjalnych pochodzenia żydowskiego (ur. 1883)
- 1941:
  - Wacław Ciesielski, polski dziennikarz, działacz narodowy (ur. 1898)
  - Johannes Schlaf, niemiecki prozaik, dramaturg, poeta, tłumacz (ur. 1862)
  - DeLisle Stewart, amerykański astronom (ur. 1870)
- 1942:
  - Daniił Charms, rosyjski poeta (ur. 1905)
  - François Rom, belgijski szpadzista (ur. 1882)
- 1943:
  - Stanisław Jeute, polski działacz konspiracji antyhitlerowskiej (ur. 1910)
  - Jan Mika, polski inżynier, żołnierz AK (ur. 1905)
- 1944:
  - Stanisław Minkiewicz, polski zoolog, entomolog, wykładowca akademicki (ur. 1877)
  - Maria Werkenthin, polska radiolog (ur. 1901)
- 1945:
  - Kazimierz Ansion, polski prawnik, prokurator, działacz społeczny (ur. 1887)
  - Jerzy Bokłażec, polski oficer AK (ur. 1918)
  - Adolf Brand, niemiecki działacz gejowski (ur. 1874)
  - Alfred Delp, niemiecki jezuita, działacz opozycji antyhitlerowskiej (ur. 1907)
  - Carl Friedrich Goerdeler, niemiecki polityk (ur. 1884)
  - Joe Hunt, amerykański tenisista (ur. 1919)
  - Stiepan Kalinkowski, radziecki czołgista (ur. 1918)
  - Stanisław Kuryłłowicz, polski wioślarz (ur. 1909)
  - Jerdenbek Nietkalijew, radziecki kapitan (ur. 1914)
  - Fiodor Poletajew, radziecki szeregowy (ur. 1909)
  - Johannes Popitz, niemiecki polityk, działacz opozycji antyhitlerowskiej (ur. 1884)
  - Jan Rudowski, polski ziemianin, polityk, poseł na Sejm i senator RP (ur. 1891)
- 1946:
  - Paweł (Dmitrowski), rosyjski biskup prawosławny (ur. 1872)
  - Kurt Mendel, niemiecki neurolog, psychiatra pochodzenia żydowskiego (ur. 1874)
- 1947:
  - Willibald Hentschel, niemiecki polityk nazistowski, pisarz (ur. 1858)
  - Gunnar Stenbäck, fiński żeglarz sportowy (ur. 1880)
  - Józef Wodyński, polski malarz, scenograf (ur. 1884)
- 1948 – Bevil Rudd, południowoafrykański lekkoatleta, sprinter i średniodystansowiec (ur. 1894)
- 1949:
  - Richard Bienert, czeski polityk, kolaborant (ur. 1881)
  - Indalecio Gonzalez, niemiecki funkcjonariusz i zbrodniarz nazistowski pochodzenia hiszpańskiego (ur. 1910)
  - Karl Schrögler, niemiecki funkcjonariusz i zbrodniarz nazistowski (ur. 1905)
  - Helmut Vetter, niemiecki lekarz, zbrodniarz nazistowski (ur. 1910)
- 1950 – Constantin Carathéodory, niemiecki matematyk, wykładowca akademicki pochodzenia greckiego (ur. 1873)
- 1951 – Iwan Doronin, radziecki pilot morski i polarny (ur. 1903)
- 1953:
  - Alan Curtis, amerykański aktor (ur. 1909)
  - Richard Frankfurter, niemiecki prawnik, dziennikarz, polityk pochodzenia żydowskiego (ur. 1873)
  - Bergliot Ibsen, norweska śpiewaczka operowa (mezzosopran) (ur. 1869)
- 1954 – Enrico Platé, włoski kierowca wyścigowy, właściciel zespołu F1 Scuderia Enrico Platé (ur. 1909)
- 1955:
  - Feliks Ankerstein, polski major piechoty (ur. 1897)
  - Aleksander Guttry, polski tłumacz, germanista, krytyk literacki (ur. 1887)
  - Józef Lamer, polski matematyk, pedagog, porucznik AK, członek WiN (ur. 1906)
- 1956:
  - Bob Burns, amerykański komik muzyczny, aktor (ur. 1890)
  - Truxtun Hare, amerykański lekkoatleta, miotacz (ur. 1878)
  - Robert McAlmon, amerykański poeta, wydawca (ur. 1896)
  - Teodor Sobieski, polski dyrygent chórów, pedagog (ur. 1884)
- 1957:
  - Robert Hudson, brytyjski polityk (ur. 1886)
  - Valery Larbaud, francuski pisarz (ur. 1881)
- 1958 – Michaił Wietoszkin, radziecki polityk (ur. 1884)
- 1959:
  - Toni Egger, austriacki wspinacz (ur. 1926)
  - Alexander Rueb, holenderski prawnik, dyplomata, szachista, działacz szachowy (ur. 1882)
- 1960 – Eilert Falch-Lund, norweski żeglarz sportowy (ur. 1875)
- 1961:
  - Adriaan Goslinga, holenderski historyk (ur. 1884)
  - Anna May Wong, amerykańska aktorka pochodzenia chińskiego (ur. 1905)
- 1963 – Herbert Samuel, brytyjski polityk, dyplomata (ur. 1870)
- 1965:
  - Aleksandr Akimow, radziecki generał porucznik (ur. 1895)
  - Kurt Heegner, niemiecki inżynier (ur. 1893)
  - Rolf Johannessen, norweski piłkarz (ur. 1910)
  - Carl Johan Lind, szwedzki lekkoatleta, miotacz (ur. 1883)
- 1966 – Franciszek Zachara, polsko-amerykański pianista, kompozytor (ur. 1898)
- 1967:
  - Phyllis Johnson, brytyjska łyżwiarka figurowa (ur. 1886)
  - Pawieł Pawłow, radziecki generał major (ur. 1908)
- 1968 – Tullio Serafin, włoski dyrygent, pedagog (ur. 1878)
- 1969:
  - Boris Karloff, brytyjski aktor (ur. 1887)
  - Andrzej Waleron, polski polityk, poseł na Sejm RP (ur. 1882)
- 1970 – Bertrand Russell, brytyjski matematyk, filozof (ur. 1872)
- 1971:
  - Stanisław Pietruski, polski kapitan pilot nawigator (ur. 1893)
  - Devon Wilson, amerykańska groupie (ur. 1943)
- 1972 – Natalie Clifford Barney, amerykańska poetka, pamiętnikarka, autorka epigramatów (ur. 1876)
- 1974:
  - Jean Absil, belgijski kompozytor (ur. 1893)
  - Imre Lakatos, węgierski filozof matematyki (ur. 1922)
- 1975:
  - Maurice Blitz, belgijski piłkarz wodny (ur. 1891)
  - Irena Latinik-Vetulani, polska biolog, popularyzatorka nauki (ur. 1904)
  - Fiodor Waraksin, radziecki polityk (ur. 1908)
- 1976:
  - Ludwika Jaworzyńska, polska śpiewaczka operowa (sopran dramatyczny) (ur. 1884)
  - Kazimierz Rudzki, polski aktor, reżyser, konferansjer, pedagog (ur. 1911)
- 1977 – Piotr Morozow, radziecki polityk (ur. 1908)
- 1978:
  - Gotfred Johansen, duński bokser (ur. 1895)
  - Tang Junyi, chiński filozof (ur. 1909)
- 1979 – Sid Vicious, brytyjski muzyk, basista, członek zespołu Sex Pistols (ur. 1957)
- 1980 – William Howard Stein, amerykański biochemik, laureat Nagrody Nobla (ur. 1911)
- 1981 – Zygmunt Karpiński, polski ekonomista, bankowiec, powstaniec wielkopolski (ur. 1892)
- 1982 – Paulin Frydman, polski szachista pochodzenia żydowskiego (ur. 1905)
- 1983 – Adam Bieniasz, polski pilot balonowy i szybowcowy, działacz i sędzia sportowy (ur. 1911)
- 1985:
  - Márton Bukovi, węgierski piłkarz, trener (ur. 1903)
  - Andrzej (Metiuk), ukraiński duchowny prawosławny, zwierzchnik niekanonicznego Ukraińskiego Kościoła Prawosławnego Kanady (ur. 1898)
- 1986 – Barbara (Grosser), polska mniszka prawosławna (ur. 1908)
- 1987:
  - Carlos Castilho, brazylijski piłkarz, bramkarz (ur. 1927)
  - Jakow Estrin, rosyjski szachista, sędzia szachowy (ur. 1923)
  - Alistair MacLean, szkocki pisarz (ur. 1922)
  - David du Plessis, południowoafrykański pastor zielonoświątkowy (ur. 1905)
  - Feliks Polak, polski chemik, wykładowca akademicki (ur. 1901)
- 1988 – Kalikst Morawski, polski romanista, wykładowca akademicki (ur. 1907)
- 1989:
  - Jadwiga Kudrzycka, polska reżyserka filmów animowanych, lalkarka, scenografka (ur. 1936)
  - Ondrej Nepela, słowacki łyżwiarz figurowy (ur. 1951)
  - Walter M. Scott, amerykański scenograf filmowy, dekorator wnętrz (ur. 1906)
- 1990:
  - Jadwiga Apostoł, polska nauczycielka, pisarka, działaczka podziemia antyhitlerowskiego (ur. 1913)
  - Paul Ariste, estoński językoznawca-uralista, wykładowca akademicki (ur. 1905)
  - Stanisław Bober, polski fotografik, malarz (ur. 1908)
  - Eugeniusz Dacyl, polski mistrz kamieniarstwa (ur. 1910)
  - Benedykt Daswa, południowoafrykański nauczyciel, męczennik i błogosławiony katolicki (ur. 1946)
  - Mel Lewis, amerykański perkusista jazzowy, bandlider pochodzenia żydowskiego (ur. 1929)
  - Jan Wacławski, polski działacz komunistyczny (ur. 1911)
- 1991:
  - Paul Yoshiyuki Furuya, japoński duchowny katolicki, biskup Kioto (ur. 1900)
  - Lidia Główczewska, polska działaczka podziemia antyhitlerowskiego (ur. 1926)
  - Jerzy Magórski, polski aktor (ur. 1927)
  - Zbigniew Siciński, polski elektrotechnik, wykładowca akademicki (ur. 1916)
- 1992:
  - Vladimír Čech, czeski reżyser i scenarzysta filmowy (ur. 1914)
  - Phil Erenberg, amerykański gimnastyk pochodzenia żydowskiego (ur. 1909)
- 1993:
  - Gino Bechi, włoski śpiewak operowy (baryton) (ur. 1913)
  - Emilio Bulgarelli, włoski piłkarz wodny (ur. 1917)
  - Michael Klein, rumuński piłkarz pochodzenia niemieckiego (ur. 1959)
  - Aleksander Schneider, amerykański skrzypek, pedagog pochodzenia żydowskiego (ur. 1908)
  - Helmut Schoeck, austriacki socjolog, wykładowca akademicki (ur. 1922)
- 1994:
  - Roberto Balado, kubański bokser (ur. 1969)
  - Kurt David, niemiecki pisarz, dziennikarz (ur. 1924)
  - Lars Eriksson, szwedzki piłkarz (ur. 1926)
  - Marija Gimbutas, amerykańska archeolog, wykładowczyni akademicka pochodzenia litewskiego (ur. 1921)
  - Stephan Preuschoff, niemiecki malarz, ilustrator, grafik (ur. 1907)
  - Mary Washburn, amerykańska lekkoatletka, sprinterka i płotkarka (ur. 1907)
- 1995:
  - André Frossard, francuski pisarz, dziennikarz, filozof katolicki (ur. 1915)
  - Fred Perry, brytyjski tenisista (ur. 1909)
  - Donald Pleasence, brytyjski aktor (ur. 1919)
  - Herman Tuvesson, szwedzki zapaśnik (ur. 1902)
- 1996:
  - Müfide İlhan, turecka pedagog, działaczka społeczna, polityk (ur. 1911)
  - Gene Kelly, amerykański aktor, tancerz, choreograf, reżyser i producent filmowy (ur. 1912)
  - Li Peiyao, chiński związkowiec, polityk (ur. 1933)
  - Iwan Mołczaninow, radziecki polityk (ur. 1918)
  - Augustyn Pilch, polski rolnik, polityk, poseł na Sejm PRL (ur. 1921)
  - Minao Shibata, japoński kompozytor (ur. 1916)
- 1997:
  - Bogusław Bruczkowski, polski skrzypek, pedagog (ur. 1947)
  - Erich Eliskases, argentyński i niemiecki szachista pochodzenia austriackiego (ur. 1913)
  - Qin Jiwei, chiński generał porucznik, rewolucjonista, polityk (ur. 1914)
  - Uładzimir Sieńka, białoruski oficer, pedagog, kolaborant (ur. 1918)
- 1998:
  - Raymond Cattell, amerykański psycholog, wykładowca akademicki (ur. 1905)
  - Tadeusz Grabski, polski ekonomista, polityk, członek Biura Politycznego KC PZPR, poseł na Sejm PRL, wicepremier, wojewoda poznański (ur. 1929)
  - Karl Kamper, amerykański astronom (ur. 1941)
  - Haroun Tazieff, francuski geolog, wulkanolog, wykładowca akademicki pochodzenia polsko-tatarskiego (ur. 1914)
  - Jan Wójcicki, polski generał brygady (ur. 1904)
- 1999:
  - Wacław Korta, polski historyk, wykładowca akademicki (ur. 1919)
  - Marie Van Brittan Brown, amerykańska pielęgniarka, wynalazczyni (ur. 1922)
- 2000:
  - Jacek Janczarski, polski pisarz, satyryk, scenarzysta filmowy (ur. 1945)
  - Teruki Miyamoto, japoński piłkarz (ur. 1940)
  - Jan Nielubowicz, polski chirurg (ur. 1915)
- 2002 – Paul Baloff, amerykański wokalista, lider zespołu Exodus (ur. 1960)
- 2003 – Eizō Yuguchi, japoński piłkarz (ur. 1945)
- 2004 – Alan Bullock, brytyjski historyk (ur. 1914)
- 2005 – Max Schmeling, niemiecki bokser (ur. 1905)
- 2007:
  - Whitney Balliett, amerykański dziennikarz muzyczny, krytyk jazzowy (ur. 1926)
  - Masao Takemoto, japoński gimnastyk (ur. 1919)
- 2008:
  - Earl Butz, amerykański polityk (ur. 1909)
  - Marian Cichoń, polski ekonomista (ur. 1930)
  - Stefan Kwiatkowski, polski samorządowiec i inżynier metalurgii, w latach 1990–1991 prezydent Chorzowa (ur. 1931)
  - Joshua Lederberg, amerykański genetyk, mikrobiolog, laureat Nagrody Nobla (ur. 1925)
  - Barry Morse, brytyjski aktor (ur. 1918)
- 2009 – Howard Kanovitz, amerykański malarz, fotorealista (ur. 1929)
- 2010 – Franciszek Socha, polski polityk, poseł na Sejm PRL (ur. 1925)
- 2011:
  - Margaret John, amerykańska aktorka (ur. 1926)
  - Alina Molska, polska socjolog (ur. 1929)
- 2012:
  - Jane Ising, niemiecka ekonomistka, superstulatka (ur. 1902)
  - Nassib Lahoud, libański polityk (ur. 1944)
- 2013:
  - Abraham Iyambo, namibijski polityk (ur. 1961)
  - Chris Kyle, amerykański żołnierz, strzelec wyborowy (ur. 1974)
  - Lino Oviedo, paragwajski generał, polityk (ur. 1943)
- 2014:
  - Gerd Albrecht, niemiecki dyrygent (ur. 1935)
  - Philip Seymour Hoffman, amerykański aktor (ur. 1967)
- 2015:
  - Tibor Bitskey, węgierski aktor (ur. 1929)
  - Frank Borghi, amerykański piłkarz (ur. 1925)
  - Andrij Kuźmenko, ukraiński wokalista, członek zespołu Skryabin (ur. 1968)
  - Karl-Erik Palmér, szwedzki piłkarz (ur. 1929)
  - Henryk Szczepański, polski piłkarz (ur. 1933)
  - Ben Wettervogel, niemiecki meteorolog, prezenter telewizyjny (ur. 1961)
- 2016:
  - Bogumił Bereś, polski inżynier, konstruktor lotniczy (ur. 1944)
  - Marian Denkiewicz, polski major (ur. 1923)
  - Andrzej Misiorowski, polski konserwator zabytków i architekt (ur. 1930)
  - Tomasz Waleński, polski bokser, kick-boxer, trener i działacz sportów walki (ur. 1978)
- 2017:
  - José Antonio Alonso, hiszpański prawnik, sędzia, polityk, minister spraw wewnętrznych i obrony (ur. 1960)
  - Predrag Matvejević, chorwacki pisarz (ur. 1932)
  - Shun’ichirō Okano, japoński piłkarz (ur. 1931)
- 2018:
  - Joseph Polchinski, amerykański fizyk teoretyk, wykładowca akademicki pochodzenia polsko-irlandzkiego (ur. 1954)
  - Ole Thestrup, duński aktor (ur. 1948)
  - Adam Węgrzecki, polski filozof, wykładowca akademicki (ur. 1937)
- 2019:
  - Walter Edyvean, amerykański duchowny katolicki, biskup pomocniczy Bostonu (ur. 1938)
  - Wincenty Pugacewicz, polski duchowny prawosławny, teolog (ur. 1934)
- 2020:
  - Ivan Kral, czeski gitarzysta, wokalista, kompozytor muzyki filmowej (ur. 1948)
  - Enemésio Ângelo Lazzaris, brazylijski duchowny katolicki, biskup Balsas (ur. 1948)
  - Mike Moore, nowozelandzki polityk, dyplomata, premier Nowej Zelandii, dyrektor generalny Światowej Organizacji Handlu (WTO) (ur. 1949)
  - Ryszard Olszewski, polski koszykarz, samorządowiec (ur. 1932)
  - Gale Schisler, amerykański polityk (ur. 1933)
  - Alfons Schnura, polski historyk, regionalista, publicysta (ur. 1930)
- 2021:
  - Héctor Epalza Quintero, kolumbijski duchowny katolicki, biskup Buenaventury (ur. 1940)
  - Thomas Moore, brytyjski motocyklista wyścigowy, kapitan, działacz społeczny i charytatywny (ur. 1920)
  - Fausta Morganti, sanmaryńska polityk, kapitan regent San Marino (ur. 1944)
  - Zbigniew Siemaszko, polski historyk, pisarz i publicysta emigracyjny (ur. 1923)
  - Arkadiusz Wantoła, polski skoczek spadochronowy (ur. 1954)
- 2022:
  - Sławomir Arabski, polski architekt, rysownik, karykaturzysta (ur. 1933)
  - Sebastian Banaszczyk, polski aktor (ur. 1975)
  - Bill Fitch, amerykański trener koszykarski (ur. 1932)
  - Anastas Kristofori, albański aktor (ur. 1943)
  - Marcin Leśniewski, polski brydżysta (ur. 1948)
  - Jolanta Supińska, polska politolog, socjolog (ur. 1944)
  - Monica Vitti, włoska aktorka (ur. 1931)
- 2023:
  - Marcel Duriez, francuski lekkoatleta, plotkarz (ur. 1940)
  - Andrij Fyłypczuk, ukraiński archeolog, historyk, żołnierz (ur. 1989)
  - Jean-Pierre Jabouille, francuski kierowca i inżynier wyścigowy (ur. 1942)
  - Solomon Perel, niemiecki przedsiębiorca, pisarz, wydawca (ur. 1925)
  - Barbara Ślizowska, polska gimnastyczka sportowa, trenerka, sędzia (ur. 1935)
  - Jan (Ziziulas), grecki duchowny prawosławny, teolog, biskup metropolita Pergamonu (ur. 1931)
- 2024:
  - Francisco Jara, meksykański piłkarz (ur. 1941)
  - Janusz Kapuściński, polski geofizyk, agrometeorolog (ur. 1949)
  - Ian Lavender, brytyjski aktor (ur. 1946)
  - Luis Morales Reyes, meksykański duchowny katolicki, biskup Tacámbaro i Torreón, arcybiskup San Luis Potosí (ur. 1936)
  - Don Murray, amerykański aktor (ur. 1929)
  - Marian Pilot, polski pisarz, dziennikarz, scenarzysta filmowy (ur. 1936)
  - Christopher Priest, brytyjski pisarz (ur. 1943)
  - Pierre Raffin, francuski duchowny katolicki, biskup Metzu (ur. 1938)
  - Claudio Rissi, argentyński aktor (ur. 1956)
- 2025:
  - Ogün Altıparmak, turecki piłkarz (ur. 1938)
  - Peter Enders, niemiecki szachista (ur. 1963)
  - Maciej Kieres, polski dziennikarz telewizyjny, dokumentalista, pianista, kompozytor (ur. 1974)
  - Duane Koslowski, amerykański zapaśnik (ur. 1959)
  - Ian Maddieson, amerykański językoznawca, fonetyk, nauczyciel akademicki (ur. 1942)
  - Abílio Rodas de Sousa Ribas, portugalski duchowny katolicki, biskup Wysp Świętego Tomasza i Książęcej (ur. 1931)
  - Anatolij Smulewicz, rosyjski psychiatra (ur. 1931)
  - Henryk Suchy, polski piłkarz, trener (ur. 1927)
  - Enrique Valdivieso, hiszpański historyk sztuki (ur. 1943)